# ريتا ر. كولويل
ريتا ر. كولويل (بالإنجليزية: Rita Rossi Colwell)‏ هي عالمة أحياء دقيقة وباحثة وعالمة أحياء أمريكية، ولدت في 23 نوفمبر 1934 في بيفرلي في الولايات المتحدة.